# Matt Ritchie
Matthew Thomas "Matt" Ritchie, född 10 september 1989, är en skotsk fotbollsspelare. 
Ritchie har tidigare spelat för Portsmouth, Dagenham & Redbridge, Notts County, Swindon Town och Newcastle United. Han har även representerat Skottlands landslag. 